# الرابطة البرلمانية 1936–37
الرابطة البرلمانية 1936–37 (بالإنجليزية: 1936–37 Isthmian League)‏ هو موسم من دوري إسثميان. فاز فيه نادي كينغستونيان.